# Dickschnabelzeisig
Der Dickschnabelzeisig (Spinus crassirostris, Syn.: Carduelis crassirostris) ist eine Singvogelart aus der Familie der Finken. Es werden die Unterarten Spinus crassirostris crassirostris und S. c. amadoni unterschieden. Letztere ist nach dem US-amerikanischen Ornithologen Dean Amadon benannt.

## Merkmale
Der Dickschnabelzeisig erreicht eine Größe von 13,5 bis 14,5 Zentimetern und ein Gewicht von 19 Gramm, wobei die Unterart S. c. amadoni größer als die Nominatform wird. Er sieht dem Magellanzeisig (Sarduelis magellanica) sehr ähnlich, sein Schnabel ist jedoch viel dicker. Beim Männchen ist die Bauchmitte weiß. Die Unterschwanzdecken sind gelb. Beim Weibchen ist die Gefiederfärbung schmutzig grau mit einem weißlichen Bauch. Beide Geschlechter der Unterart S. c. amadoni zeigen eine stumpfere Gefiederfärbung, Oberseite und Bürzel des Männchens sind stumpf-oliv und weniger gelblich getönt als bei der Nominatform. Die Unterseite ist mehr gräulich-weiß. Die Unterschwanzdecken sind hauptsächlich weiß mit einem hellgelben Anflug und einigen dunklen Strähnen. Die Weibchen der Unterart sind gräulicher und weniger oliv gefärbt. Bei ihnen sind die Unterschwanzdecken weißlich mit dunklen Strähnen. Die Iris ist braun. Lauf und Füße sind schwarz. Der Oberschnabel ist schwarz, der Unterschnabel ist hornbraun. Der Alarmruf besteht aus einem rauen chler-ee.

## Vorkommen
Das Verbreitungsgebiet erstreckt sich auf die Anden im westlichen und südlichen Peru (von Ancash und Pasco südlich nach Arequipa, Tacna und Puno), auf das westliche Bolivien (Cochabamba und Potosí), auf das westliche Argentinien (Jujuy und die Region südlich von Mendoza) und auf Zentral-Chile (am Río Aconcagua und in der Provinz Santiago). Die Unterart C. c. amadoni kommt im äußersten Norden Chiles, im westlichen Bolivien und im südwestlichen Peru vor.

## Lebensraum
Der Dickschnabelzeisig bewohnt Polylepis-Wälder sowie montanes Buschland in Höhenlagen zwischen 3.000 und 4.400 m.

## Lebensweise
Der Dickschnabelzeisig geht gewöhnlich paarweise oder in kleinen Gruppen auf Nahrungssuche. Die Nahrung besteht überwiegend aus den Knospen der Polylepis-Bäume.

## Bestand und Gefährdung
Der Dickschnabelzeisig wird als nicht häufig bis selten beschrieben. Angaben zur Größe der Population liegen nicht vor, sie wird aber anscheinend als stabil betrachtet. BirdLife International stuft die Art als „nicht gefährdet“ (least concern) ein.